# Arturo Aiello
Arturo Aiello (Vico Equense, província de Nápoles, Itália, 14 de maio de 1955) é um clérigo italiano e bispo católico romano de Avellino.
Arturo Aiello recebeu o Sacramento da Ordem em 7 de julho de 1979 do Arcebispo de Sorrento, Antonio Zama.
Em 13 de maio de 2006, o Papa Bento XVI o nomeou Bispo de Teano-Calvi. O Cardeal Prefeito da Congregação para os Bispos, Giovanni Battista Re, o consagrou em 30 de junho do mesmo ano; Os co-consagradores foram o arcebispo emérito de Nápoles, Michele Giordano, e o arcebispo de Sorrento-Castellammare di Stabia, Felice Cece.
O Papa Francisco o nomeou Bispo de Avellino em 6 de maio de 2017. A posse ocorreu em 30 de junho do mesmo ano.